# AH-J3003S
AH-J3003Sは日本無線が開発製造し、DDIポケット（後にウィルコム）が販売していたPHS端末である。

## 特徴
発売当初は、本体をUSBケーブルでPCに接続した場合、2x以上のパケット通信に対応していなかったが、ウィルコムブランドと投入された際に、PC接続利用の際には4xパケットにも対応となり、DDIポケット時代のロットもファームアップデートにより4xパケット通信に対応している（ただし、アップデートに関わらず端末本体のブラウザでの閲覧を利用したブラウジングは1xのみ対応）。
なお、本端末は本体でのファームアップデートには対応せず、PCに本端末のドライバをインストールし、USBでPCに接続した状態で行う形になっている。
2005年1月にウィルコム沖縄がアステル沖縄から事業譲渡した際、機種の希望がなかった利用者向けに無償配布されたのが本機種である。
また、2006年12月には、同月で終了した東北インテリジェント通信（アステル東北）の利用者でウィルコム移行希望者向けに無償配布される端末として本機種が採用されている。
しかし、WX220J同様、ウィルコム時代に出荷された一部ロットの電池パック・NBB-9310の不具合があり、対象者には本機用のものから容量のアップされたWX220J用の電池パック・NBB-9320の良品に交換されている。
ヘッドホン端子に接続する外付けカメラである、Treva（京セラ製）に対応している。

## 沿革
- 2004年7月2日 - 発表
- 2004年7月15日 - 発売開始
- 2004年12月16日 - ファームVer.1.50
- 2005年2月2日 - ウィルコムブランドのロット発売開始。4xパケットに対応。
- 2005年2月16日 - DDIポケット時代の端末についても4xパケットに対応し、旧Air-H"ロゴがついた端末のファームのアップデート開始。ファームVer.2.00
- 2005年4月1日 - セキュリティ機能強化に伴うファームのアップデートを開始。ファームVer.2.30
- 2005年7月15日 - ファームVer.2.33
- 2005年9月7日 - ファームVer.2.34
- 2006年3月9日 - 管理者ロック機能の強化に伴う、ファームアップデートを開始。ファームVer.2.50
- 2006年6月23日 - ファームVer.2.60
- 2007年6月13日 - WX220J用のNBB-9320とともに、当機種用の電池パック・NBB-9310の不具合があることを公表し、回収を行うことを表明